# Sarah Caudwell
Sarah Caudwell, pseudonimo di Sarah Cockburn (Cheltenham, 27 maggio 1939 – Londra, 28 gennaio 2000), è stata una scrittrice britannica di narrativa gialla.

## Biografia
Sarah Cockburn nasce il 27 maggio 1939 a Cheltenham dallo scrittore e giornalista Claud Cockburn e dall'attrice e autrice Jean Ross.
Dopo gli studi classici all'Università di Aberdeen, si laurea in legge a Oxford e, a partire dal 1966, svolge l'attività di barrister presso il prestigioso Lincoln's Inn e successivamente diventa consulente di pianificazione fiscale internazionale per la Lloyds Bank.
Esordisce nel 1981 con Thus Was Adonis Murdered e in seguito pubblica altri 3 romanzi incentrati sulle indagini di alcuni giovani avvocati del Lincoln's Inn narrate dal professore di legge medievale Hilary Tamar.
Muore a Londra all'età di 60 anni il 28 gennaio 2000 a causa di un cancro.
Autrice anche di racconti e di un testo teatrale, le sue opere, ancora inedite in Italia, hanno ricevuto numerosi riconoscimenti tra i quali un Anthony Award nel 1990 per The Sirens Song of Murder mentre il seguito del romanzo, The Shortest Way to Hades, è stato inserito nella lista dei 100 migliori romanzi gialli di tutti i tempi stilata dalla Crime Writers' Association.

## Opere

### Serie Hilary Tamar
- Thus Was Adonis Murdered (1981)
- The Shortest Way to Hades (1984)
- The Sirens Sang of Murder (1989)
- The Sibyl in her Grave (2000)

### Altri romanzi
- The Perfect Murder con Lawrence Block, Tony Hillerman, Peter Lovesey, Donald E. Westlake e Jack Hitt (1991)

### Teatro
- The Madman’s Advocate

## Premi e riconoscimenti
- Premio Agatha per il miglior romanzo: 1989 finalista con The Sirens Song of Murder
- Anthony Award per il miglior romanzo: 1990 vincitrice con The Sirens Song of Murder
- Premio Dilys: 2001 finalista con The Sibyl in Her Grave